# Randazzo

Katedrála v Randazzu

Randazzo je italská obec v provincii Katánie v oblasti Sicílie.
V roce 2010 zde žilo 11 186 obyvatel.

## Sousední obce
Adrano, Belpasso, Biancavilla, Bronte, Castiglione di Sicilia, Centuripe (EN), Floresta (ME), Maletto, Nicolosi, Regalbuto (EN), Roccella Valdemone (ME), Sant'Alfio, Santa Domenica Vittoria (ME), Tortorici (ME), Troina (EN), Zafferana Etnea